# Синдром опыления

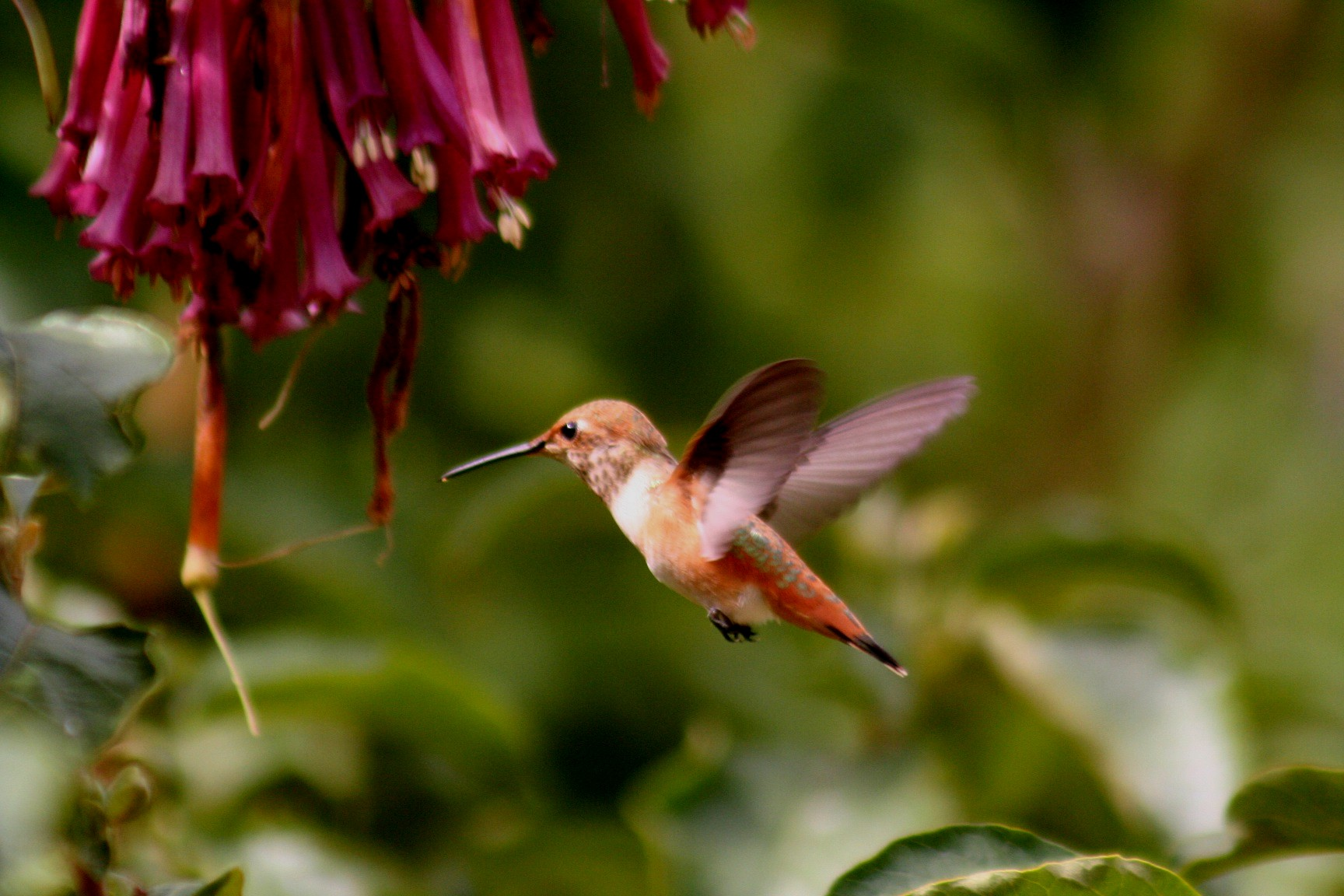
Цветы, опыляемые колибри, часто свисают вниз, так как колибри могут зависать в воздухе

Синдром опыления — это совокупность характерных свойств цветка, которые обеспечивают наиболее эффективное опыление, и следовательно максимизируют репродуктивный успех. Эти свойства — форма, цвет, запах, нектар и структура цветка и пр. — развились в ответ на естественный отбор, налагаемый различными переносчиками пыльцы, которые могут быть абиотическими (ветер и вода) или биотическими (птицы, звери, пчёлы, мухи и пр.). Синдромы опыления изучаются в рамках дисциплины антэкологии.
«Классические» синдромы опыления были впервые изучены в XIX веке итальянским ботаником Федерико Дельпино. Хотя они полезны для понимания взаимодействия растений и опылителей, иногда невозможно точно предсказать опылителя того или иного вида растения, основываясь только на синдроме опыления, поэтому следует проявлять осторожность при выдвижении предположений.

## Дарвин, орхидея и предсказанный бражник

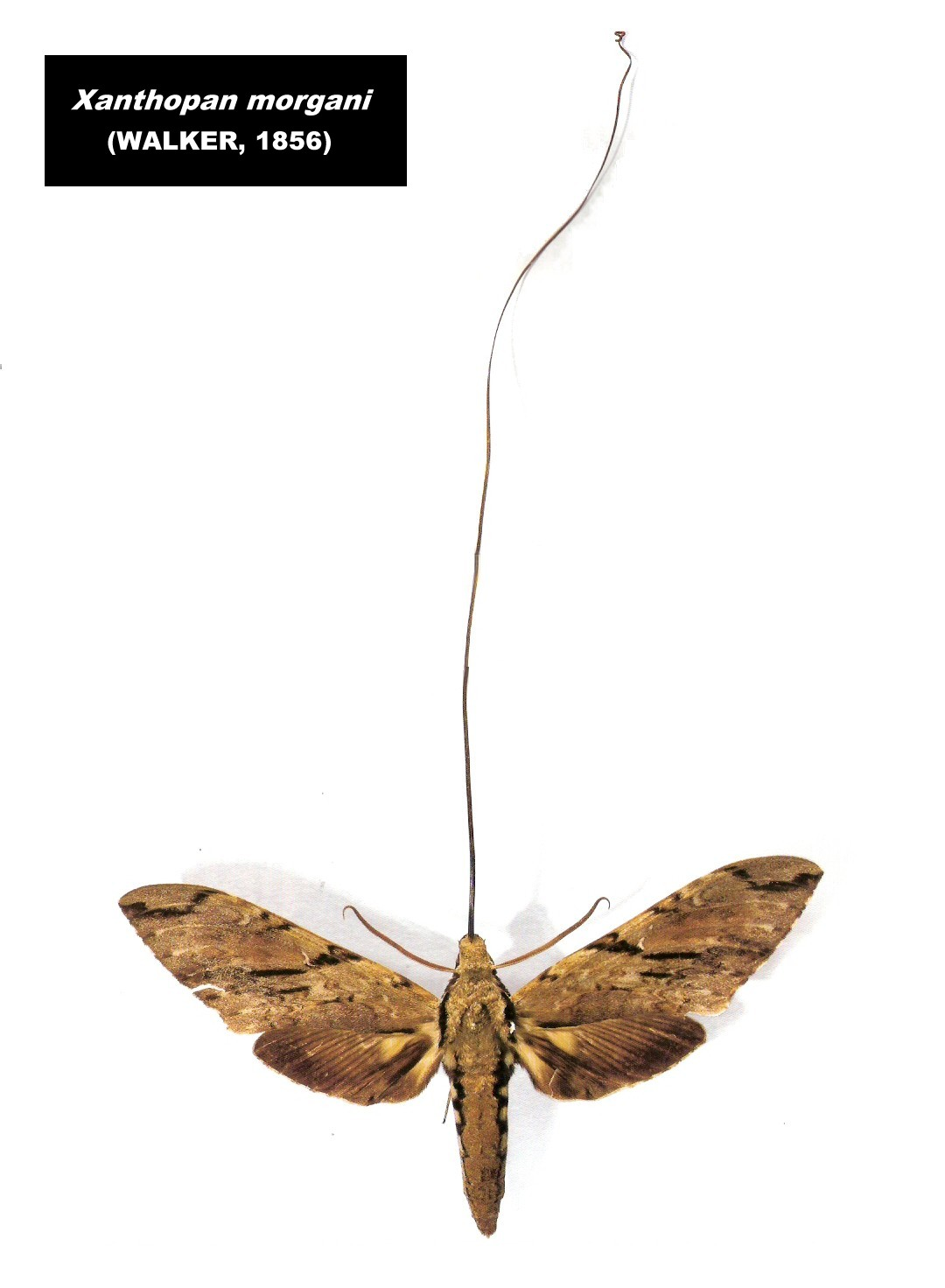
Бражник Xanthopan morgani с развёрнутым хоботком

Один из самых известных случаев, когда по морфологическим признакам цветка удалось предсказать опылителя, принадлежит натуралисту Чарльзу Дарвину. Изучая в 1862 году экземпляр мадагаскарской орхидеи — ангрекума полуторафутового (Angraecum sesquipedale) — Дарвин обратил внимание на её необычно длинный шпорец длиной около 30 см, на дне которого находился нектар. Он предположил, что растение опыляется специализированным насекомым — крупным ночным бражником с чрезвычайно длинным хоботком, способным достичь нектара. Свою гипотезу Дарвин описал в книге «О приспособлениях орхидных к оплодотворению насекомыми», вышедшей в свет к 1862 году.
В 1871 году его коллега Альфред Рассел Уоллес, поддержав эту гипотезу, выдвинул в качестве возможного опылителя бражника Xanthopan morgani, известного в тропической Африке. Спустя 21 год после смерти Дарвина, в 1903 году, на Мадагаскаре действительно был обнаружен подвид этого насекомого с размахом крыльев 13–15 см и хоботком длиной около 25 см. Новый подвид получил название Xanthopan morgani praedicta — «предсказанный», от латинского лат. prae-dico, в знак удивительной точности дарвиновского прогноза.
Эта история стала одним из самых впечатляющих примеров научного предвидения и ярким подтверждением силы эволюционной теории.

## Описание синдромов опыления

### Абиотическое опыление

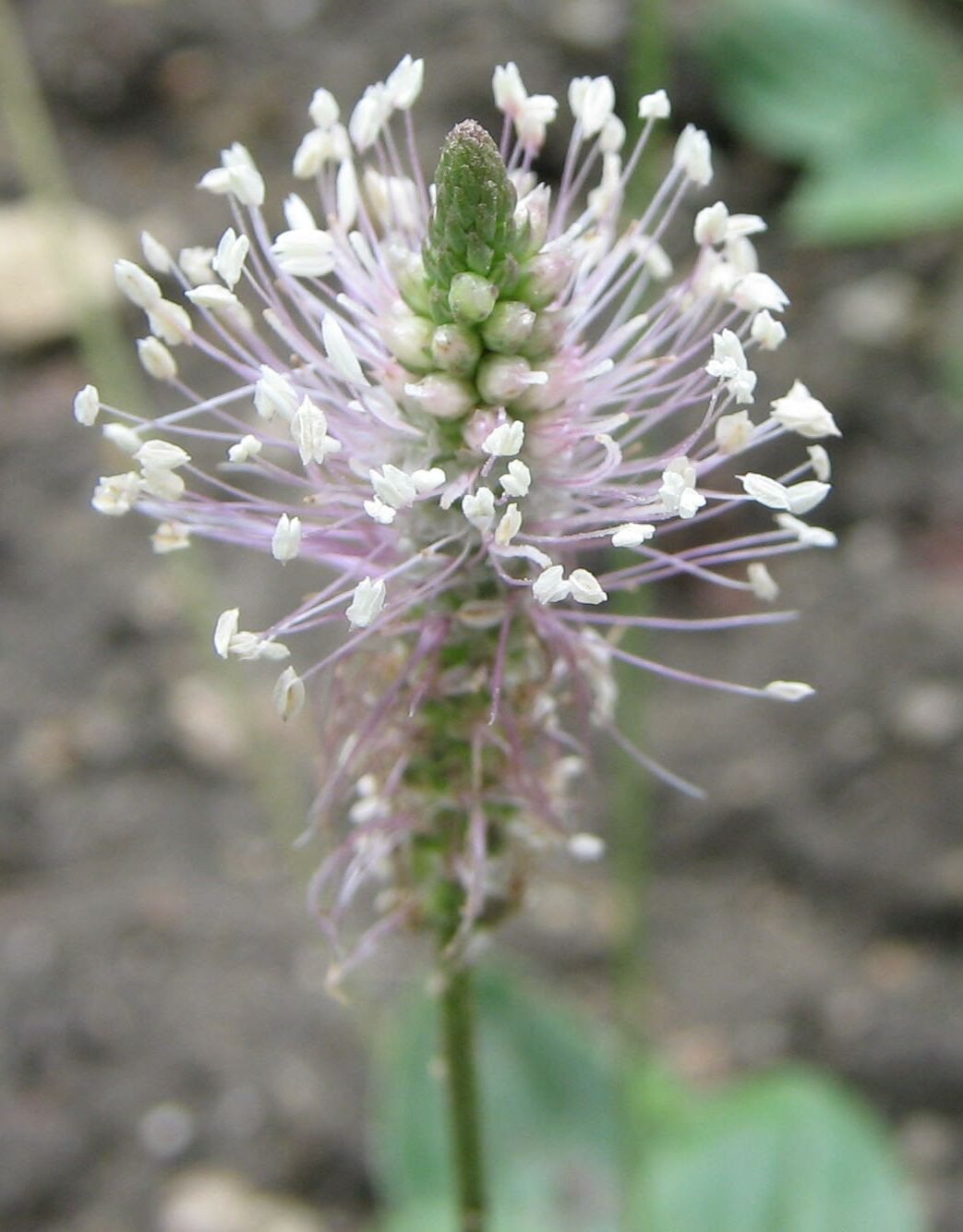
Подорожник средний (Plantago media) опыляется как ветром, так и насекомыми

Абиотический перенос пыльцы происходит примерно у 20% семейств покрытосеменных. Цветки, опыляемые без участия животных, как правило, не привлекают опылителей и не имеют ярких признаков для привлечения внимания (аттрактантов). Тем не менее, они часто обладают схожими морфологическими чертами, характерными для конкретного способа распространения пыльцы. Общий синдром абиотического опыления предполагает пространственное или временное разделение функционирования андроцея и гинецея, а пыльца, как правило, образуется в больших количествах.

#### Опыление ветром
Ветроопыляемые растения образуют мелкие, невзрачные цветки, обычно белого или зелёного цвета, без аромата и нектара. Их пыльца очень лёгкая, не липкая, и вырабатывается в огромных количествах (высокие затраты на опыление одного цветка, polen-ovule ratio, r‑стратегия), что делает такие растения потенциальными аллергенами. Рыльца у них часто крупные и перистые — это повышает эффективность улавливания пыльцы. Тычиночные нити, как правило, длинные и выступают наружу, облегчая выброс пыльцы в воздух. Хотя насекомые иногда посещают такие цветки ради пыльцы, они редко способствуют опылению, за исключением случаев, когда растение сочетает ветровое и насекомоопыление (амбофилия).
Синдром анемофилии довольно хорошо обособлен и может быть сформулирован следующим образом:
- цветки вынесены (пространственно или хронологически) за пределы вегетативной сферы, часто «раздельнополые»;
- околоцветник невзрачный, слабо выражен или совсем отсутствует (беспокровный);
- пыльники и рыльца заметно вынесены над остальными частями цветка;
- пыльцевые зерна обычно округлые, мелкие, гладкие, сухие;
- пыльца образуется в большом количестве, высвобождается из пыльников массово, создавая высокую концентрацию в моменте;
- увеличенная эффективная поверхность рылец;
- число семязачатков сильно редуцировано, часто до одного на гинецей;
- аттрактанты отсутствуют;
- групповое произрастание особей.

#### Опыление водой
Гидрофильные растения обитают в водной среде и выпускают пыльцу непосредственно в воду. Потоки действуют как переносчики, доставляя её к рыльцам других цветков. У таких видов цветки мелкие, малозаметные, с многочисленной пыльцой и сильно разветвлёнными рыльцами. Однако водное опыление встречается нечасто — оно характерно лишь для около 2% растений. В большинстве случаев водные виды используют насекомых, а их цветки поднимаются над поверхностью воды, как, например, у видов валлиснерии (Vallisneria).

### Биотическое опыления

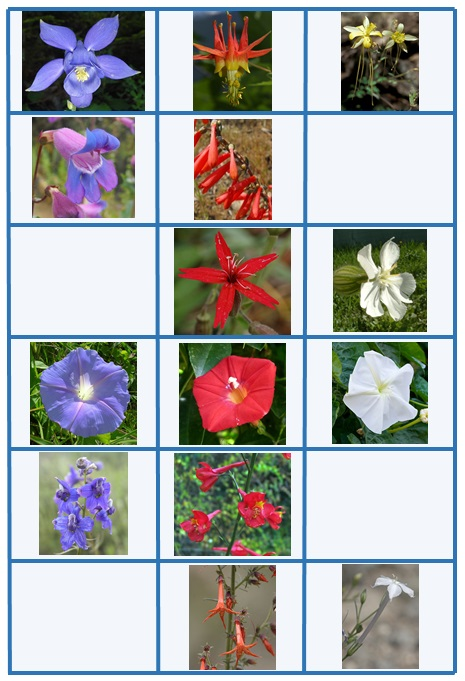
Эволюция различных синдромов опыления. Колонки слева направо представляют собой примеры синдромов опыления пчёлами, колибри и молями. Каждая строка показывает представителей одного и того же рода.
1) Водосборы (семейство Лютиковые)
2) Пенстемоны (семейство Подорожниковые)
3) Смолёвки (семейство Гвоздичные)
4) Ипомеи (семейство Вьюнковые)
5) Живкости (семейство Лютиковые)
6) Гилии (семейства Синюховые)

Оценки числа покрытосеменных растений, опыляемых животными, колеблются от 67 до 96% всех видов. Анализ с экстраполяцией данных показал, что средняя доля растений, опыляемых животными, увеличивается от 78% видов в сообществах умеренной зоны до 94% в тропических сообществах.
Цветки с биотическим опылением должны привлекать опылителей. Факторы, которые привлекают опылителей, называют аттрактанты. 

#### Насекомые

##### Пчёлы
Цветки, опыляемые пчёлами, отличаются большим разнообразием по размеру, форме и окраске. Они могут быть как открытыми и чашевидными (актиноморфными — с радиальной симметрией), так и более сложными, асимметричными (зигоформными), как, например, у многих видов люпинов или наперстянки.
Пчёлы распознают четыре цветовые группы: жёлтый, голубовато-зелёный, голубой и ультра-фиолетовый, но не распознают красного. Поэтому многие пчелиные цветки имеют жёлтую или синюю окраску, часто с ультрафиолетовыми указателями нектараБольшинство красных цветков содержит голубой компонент, так что для пчёл они, по-видимому, будут голубыми или ультрафиолетовыми. 
В качестве вознаграждения пчёлам предлагается нектар, пыльца или оба ресурса одновременно — их количество варьируется. Сахара в нектаре, как правило, преобладают в форме сахарозы. У некоторых видов пчёл встречается поведение сбора масел, выделяемых специализированными железами на цветке.
Синдром опыления медоносными пчёлами и шмелями:
- единица опыления зигоморфная, очень глубокая, устойчивая к механическим воздействиям, с достаточно удобной посадочной площадкой и поверхностью, дающей хорошую опору;
- единица опыления часто полузакрытая или закрытая;
- репродуктивные органы скрыты, тычинок несколько, в завязи несколько или много семязачатков;
- нектар спрятан, но не очень глубоко, он содержится в достаточном количестве;
- цвет яркий, обычно жёлтый или голубой, контрастный в ультрафиолетовой части спектра;
- как правило, имеются указатели нектара;
- запах свежий, обычно не очень сильный.

##### Бабочки
Цветки, опыляемые дневными бабочками, как правило, крупные и эффектные. В отличие от пчёл, бабочки различают красный цвет, а цветы часто окрашены в красные, розовые или лиловые тона.  Они обычно ароматные и имеют удобную посадочную площадку для насекомого. Поскольку бабочки, за редким исключением, не переваривают пыльцу, основным вознаграждением для них служит нектар, а не пыльца.
Такие цветки нередко снабжены простыми указателями нектара, который скрыт глубоко в узких трубках или шпорцах. Благодаря длинному хоботку бабочки могут легко добраться до него.
Синдром психофилии включает следующие признаки:
- единица опыления прямостоячая, край обычно плоский, удобный для посадки;
- дневное цветение, цветки ночью не закрываются;
- яркая окраска, включая чисто красный цвет;
- нектар хорошо спрятан в узких длинных трубках или шпорцах;
- обильный нектар;
- указатели нектара простые визуальные или механические (углубление для хоботка);
- запах слабый, обычно свежий, приятный.

##### Моли

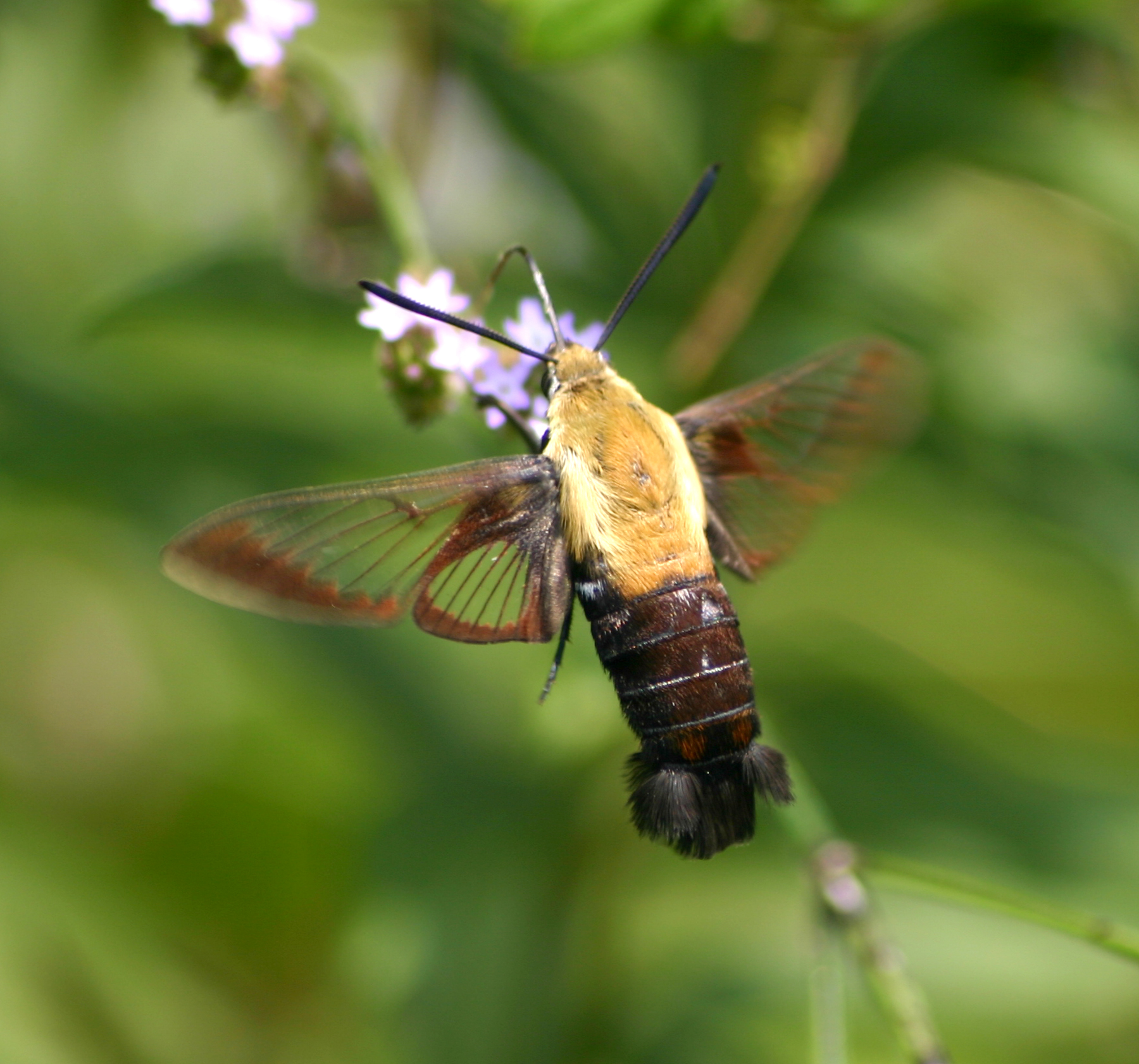
Дневной бражник собирает нектар на Verbena brasiliensis

Среди наиболее важных опылителей из числа молей особенно выделяются бражники (Sphingidae). По своему поведению они напоминают колибри: парят и зависают перед цветком, быстро махая крыльями. Большинство из них — ночные или сумеречные. Поэтому цветы, опыляемые бражниками, как правило, белые, раскрываются ночью, крупные и заметные, с трубчатыми венчиками и сильным сладким ароматом, который выделяется вечером, ночью или рано утром. Они вырабатывают много нектара, чтобы обеспечить высокий уровень обмена веществ, необходимый для полёта.
Другие мотыльки (например, совки, пяденицы, огнёвки) летают медленно и садятся на цветок. Им не нужно столько нектара, как стремительно летающим бражникам, и их цветки, как правило, мелкие (хотя могут собираться в соцветия).

##### Мухи
Миофильные растения — то есть те, которые опыляются мухами, — обычно не издают сильного аромата, имеют пурпурные, фиолетовые, синие или белые цветки с открытой чашевидной формой или в виде трубочек.
Сапромиофильные растения привлекают зловонным запахом мух, которые обычно посещают падаль или навоз. Их цветки имитируют запах этих веществ. Растение обычно не предлагает мухам никакого вознаграждения, и те быстро улетают, если только цветок не снабжён ловушками, замедляющими насекомых. Такие растения встречаются гораздо реже, чем обычные миофильные.

##### Жуки
Цветки, опыляемые жуками, обычно крупные, зеленоватые или грязно-белые и обладают сильным запахом. Аромат может быть пряным, фруктовым или напоминать запах разлагающейся органики. Большинство таких цветков — плоские или блюдцеобразные, с легко доступной пыльцой, хотя иногда в них имеются ловушки, задерживающие жуков дольше. Завязи у этих растений, как правило, хорошо защищены от жующих ротовых аппаратов жуков. Многие кантарофильные растения (опыляемые жуками) способны к термогенезу — их цветки могут повышать свою температуру. Считается, что это тепло способствует более эффективному распространению запаха, а инфракрасное излучение, возникающее при нагревании, может быть заметно насекомым в темноте и служить светящимся маяком, привлекающим их.

#### Птицы

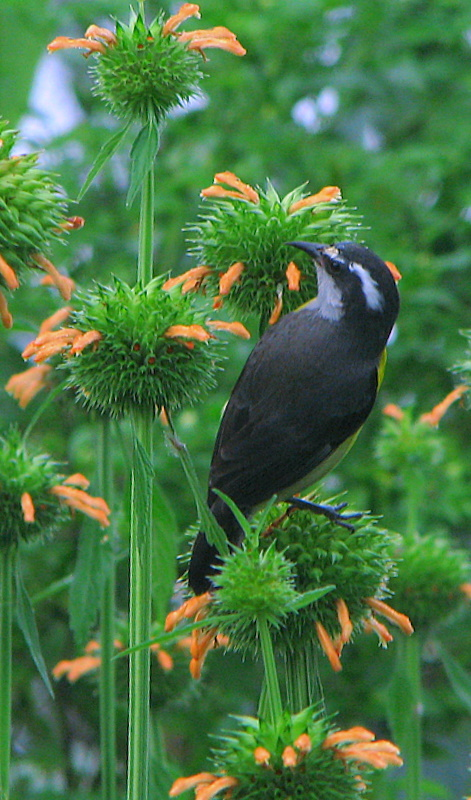
Банановый певун (Coereba flaveola) кормится на цветках Леонотис котовниколистный|леонотиса котовниколистного (Leonotis nepetifolia)

Цветы, опыляемые специализированными нектароядными птицами, как правило, крупные, красные или оранжевые, трубчатой формы, выделяющие много разбавленного нектара в дневное время. Поскольку птицы слабо реагируют на запахи, такие цветы обычно лишены аромата. Цветки, опыляемые полилектыми птицами, часто короче и шире. Колибри обычно опыляют свисающие вниз цветы, тогда как воробьиные (сидячие) птицы нуждаются в посадочной площадке, поэтому цветы и окружающие структуры у таких растений более крепкие и устойчивые. Кроме того, у многих растений тычинки расположены так, чтобы при погружении птицы за нектаром пыльца касалась её головы или спины.
Характерные черты синдрома опыления птицами:
- дневное цветение;
- яркие цвета околоцветника, часто красные или с контрастной окраской;
- губа или край отсутствуют или отогнуты назад, цветки трубчатые и (или) висячие, обязательно зигоморфные;
- твёрдые стенки цветка, тычиночные нити жёсткие или сросшиеся, защищённая завязь, нектар спрятан;
- отсутствие запаха;
- обилие нектара низкой концентрации;
- указатель нектара очень простой или отсутствует.

#### Рукокрылые млекопитающие

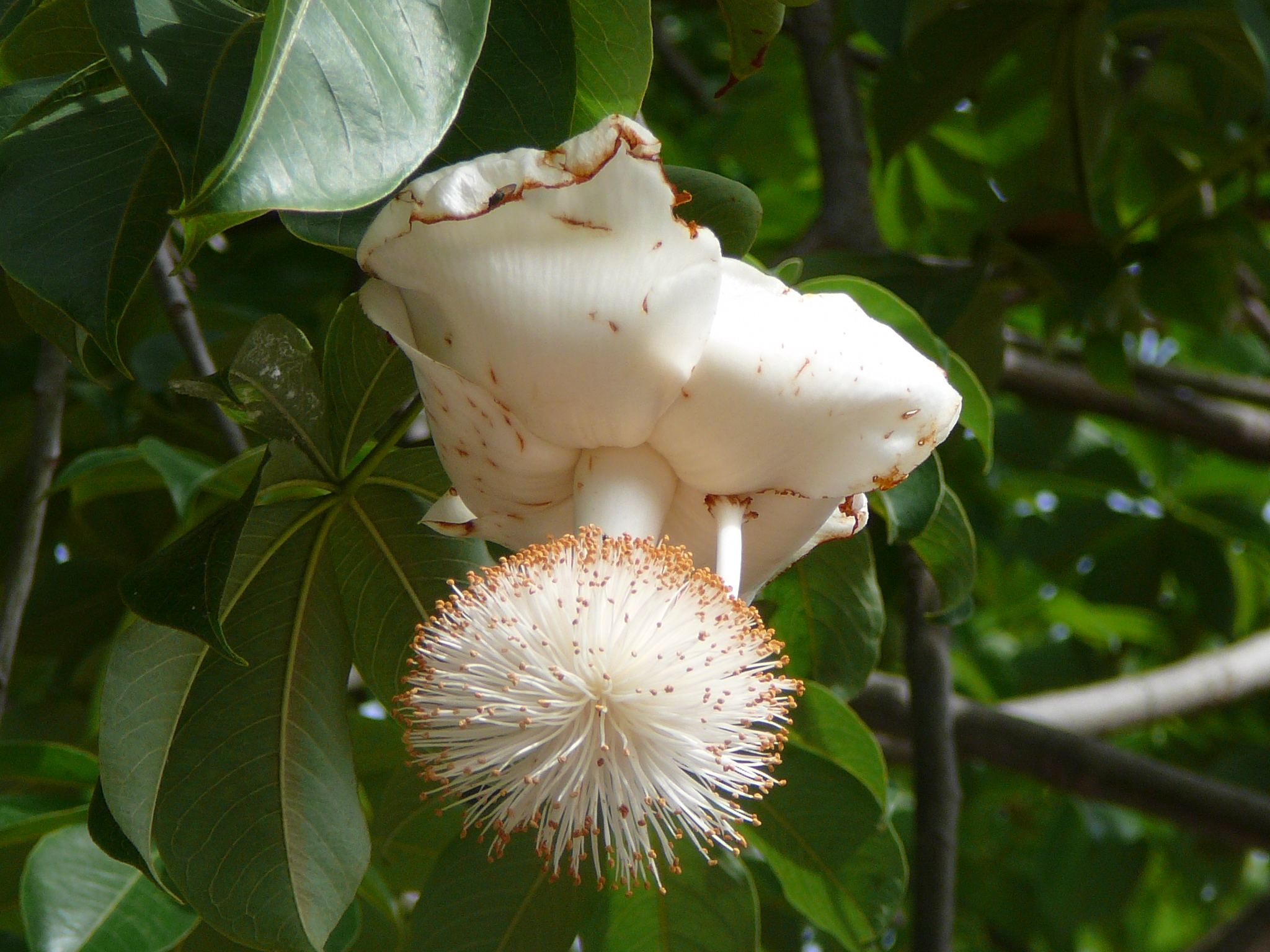
Цветок Баобаб африканский|африканского баобаба (Adansonia digitata) опыляется крыланами

Существует значительная разница между опылением рукокрылыми (Chiroptera) в Новом и Старом Свете. У растений, опыляемых рукокрылыми, пыльца крупнее, чем у их сородичей.
В Старом Свете опылителями являются крупные плодоядные летучие мыши из семейства крылановых (Pteropodidae). Эти летучие мыши не способны зависать в воздухе и должны садиться на растение, чтобы слизывать нектар; кроме того, они не обладают способностью к эхолокации. Цветки, опыляемые летучими мышами в Старом Свете, как правило, крупные и эффектные, белые или светлые, раскрывающиеся ночью и обладающие сильным затхлым запахом. Часто это крупные соцветия, состоящие в основном из тычинок.
В Америке опылителями являются мелкие летучие мыши, называемые Glossophaginae, которые способны как к зависающему полёту, так и к эхолокации, и имеют чрезвычайно длинный язык. Растения в этом регионе часто опыляются и летучими мышами, и колибри, и имеют длинные трубчатые цветки. Цветы в Новом Свете обычно расположены вдали от стволов и других препятствий и выделяют нектар в течение длительного времени. В одном из исследований фон Хельверсен с соавторами предположили, что некоторые колокольчатые цветы могли эволюционировать специально для привлечения летучих мышей, поскольку их форма может отражать эхолокационные сигналы в узнаваемом паттерне. У цветков в Новом Свете, опыляемых летучими мышами, часто присутствуют соединения с сернистым запахом.
У некоторых видов Marcgravia с Карибских островов над соцветием развивается особый лист, привлекающий летучих мышей. Черешок этого листа скручен так, что лист торчит вверх, а его форма — вогнутая, как у спутниковой тарелки. Лист отражает эхолокационные сигналы в разных направлениях, направляя летучую мышь к цветкам. У эпифитной бобовой Mucuna holtonii схожую функцию выполняет специализированный лепесток, служащий отражателем звука.

#### Нелетающие млекопитающие
Позвоночные опылители характерны для тропиков и субтропиков.  Многие нелетающие млекопитающие ведут ночной образ жизни и обладают острым обонянием, поэтому растения, опыляемые ими, как правило, не имеют яркой окраски, но выделяют сильный запах. Эти растения также производят большое количество пыльцы, поскольку млекопитающие крупнее других опылителей и не обладают такой точностью, как, например, насекомые или птицы.
Эндемик Западной Австралии — медовый поссум (Tarsipes rostratus) — представляет собой необычного нелетающего опылителя: он специализировался на питании исключительно пыльцой и нектаром. Известно, что он питается на большом числе растений (особенно из семейств Proteaceae и Myrtaceae), включая виды с типично птичьими цветками, такие как Calothamnus quadrifidus и многие представители рода Banksia.
Характерные черты синдрома опыления, связанного с млекопитающими, не являющимися летучими мышами, включают:
- дрожжевой запах;
- неприметные, тусклые, пазушные или наземные (геофлорные) цветки или соцветия, часто скрытые из виду;
- крупные и прочные цветки или собранные в многоцветковые соцветия;
- сидячие цветки или соцветия либо с короткими и толстыми цветоносами;
- чашевидная форма цветков или соцветий;
- обильный, богатый сахарозой нектар, обычно выделяемый ночью;
- жёсткие и прочные столбики пестиков;
- достаточно большое расстояние между рыльцем и нектаром, чтобы в него помещалась мордочка (рострум) опылителя;
- возможный период цветения зимой и весной.

### Сравнение синдромов опыления
В таблице ниже приведены некоторые признаки различных синдромов опыления.
| Признак           | Летучие мыши                                       | Пчёлы                                                                                       | Жуки                                                       | Птицы | Бабочки                                             | Мухи                                                                                    | Моли                                                     | Ветер                                                                            |
| ----------------- | -------------------------------------------------- | ------------------------------------------------------------------------------------------- | ---------------------------------------------------------- | --- | --------------------------------------------------- | --------------------------------------------------------------------------------------- | -------------------------------------------------------- | -------------------------------------------------------------------------------- |
| Цвет              | Тускло-белый, зелёный или фиолетовый               | Ярко-белый, жёлтый, синий, фиолетовый, пурпурный, или УФ                                    | Тускло-белый или зелёный                                   | Алый, оранжевый, красный или белый. Комбинация ярких цветов                                                          | Яркий, включая красный и фиолетовый                 | Бледный и тусклый до тёмно-коричневого или фиолетового цвета; с полупрозрачными пятнами | Бледный и тусклый красный, фиолетовый, розовый или белый | Тускло-зелёные, коричневые или бесцветные; лепестки отсутствуют или редуцированы |
| Указатели нектара | отсутствуют                                        | присутствуют, выраженные, сложные                                                           | отсутствуют                                                | отсутствуют | присутствуют                                        | отсутствуют                                                                             | отсутствуют                                              | отсутствуют                                                                      |
| Запах             | Сильный затхлый запах; выделяется ночью            | Свежий, мягкий, приятный, сладкий                                                           | Либо отсутствует, либо черезменрно фруктовый или зловонный | отсутствует | Слабый, но свежий                                   | Гнилой                                                                                  | Сильный сладкий; выделяется ночью                        | отсутствует                                                                      |
| Нектар            | Обильный; несколько скрытый                        | Обычно присутствует, более или менее спрятан в неглубоких или довольно глубоких вместилищах | Иногда присутствует; не скрыт                              | Обильный, сильно разбавленный, глубоко скрытый                                                                       | Обширный; глубоко скрытый                           | Обычно отсутствует                                                                      | Обширный; глубоко скрытый                                | отсутствует                                                                      |
| Пыльца            | В большом количестве                               | В ограниченном количестве; часто липкая и пахучая                                           | Достаточно                                                 | В малом количестве                                                                                                   | В малом количестве                                  | В малом количестве                                                                      | В малом количестве                                       | В огромном количестве; зёрна мелкие, гладкие и не липкие                         |
| Форма цветка      | Обычная; чашеобразная, цветок закрыт в течение дня | Неглубокая; имеет посадочную площадку; может быть трубчатый. Часто зигоморфная              | Крупная чашеобразная                                       | Крупные воронкообразные чашечки, прочная опора для насеста или без насеста, обращённые вниз (для зависающих колибри) | Узкая трубка со шпорой; широкая посадочная площадка | Неглубокая; воронкообразный или сложный и ловушкообразный                               | Обычный; трубчатый, без выступа                          | Обычный: маленький и с рыльцами. Часто с голым околоцветником.                   |
| Прочее            | Цветение ночью                                     | Цветение днём                                                                               | Иногда термогенез                                          | Цветение днём | Цветение днём                                       |                                                                                         | Цветение ночью                                           | Встречается цветение до распускания листьев                                      |